# Duizendeilanden
De Duizendeilanden (Indonesisch: Kepulauan Seribu) zijn een groep van 110 Indonesische eilanden in de Javazee en is een van de zes gemeenten van Jakarta. Dit regentschap is bovendien het eerste (en tot nu toe het enige) kabupaten administrasi ("administratief regentschap"), een regentschap dat in tegenstelling tot "gewone" regentschappen niet autonoom bestuurd wordt.
De eilanden strekken zich uit tot 45 kilometer ten noorden van Jakarta. Ze hebben een landoppervlakte van 8,7 km² en worden bewoond door ongeveer 20.000 inwoners. De Duizendeilanden en de maritieme omgeving vormen een uniek ecosysteem en zijn een 1080 km2 groot nationaal park, opgericht in 1982.
De visserij en het toerisme zijn de grootste bron van inkomsten voor de eilandengroep.

## Bestuurlijke indeling
De Duizendeilanden zijn verdeeld in twee onderdistricten:
- Kepulauan Seribu Utara (Noordelijke Duizendeilanden)
- Kepulauan Seribu Selatan (Zuidelijke Duizendeilanden)